# Edificio Gadsden Times-News
El Edificio Gadsden Times-News es un edificio histórico ubicado en Gadsden, Alabama, Estados Unidos.

## Historia
Fue construido por los propietarios de The Gadsden Times-News en 1904. Después de cambiar su nombre a The Gadsden Times en 1924, el periódico trasladó sus operaciones a otro edificio en 1927. Desde entonces ha albergado una variedad de negocios comerciales. El edificio fue incluido en el Registro de Monumentos y Patrimonio de Alabama en 1982 y en el Registro Nacional de Lugares Históricos en 1983.

## Descripción
El edificio de dos plantas es de ladrillo y redondeado en la esquina de la calle. La fachada a ras de suelo de la calle 4 tiene pilastras y entablamento de hierro fundido, con grandes ventanales rodeados de vidrios más pequeños. El segundo piso tiene una serie de ventanas de guillotina uno sobre uno en arco y una cornisa con pesados modillones, que se eleva en la curva.